# 什瓦奇哈
50°22′27″N 31°17′2″E / 50.37417°N 31.28389°E
什瓦奇哈（烏克蘭語：Швачиха）是位於烏克蘭北部的村莊，由基辅州布羅瓦里區的巴里希夫卡市鎮負責管轄。該村始建於1700年，面積0.67平方公里，海拔高度105米，2001年人口18，人口密度每平方公里26.9人。